# Seminário Teológico Batista do Sul do Brasil
O Seminário Teológico Batista do Sul do Brasil, também conhecido como Seminário do Sul ou pela sigla STBSB, é um seminário evangélico batista situado na cidade do Rio de Janeiro. Ele é afiliado à Convenção Batista Brasileira.
Hoje o seminário é administrado pelo conselho diretor e tem como diretor interino, o pastor Fernando Brandão, desde 2017.

## História

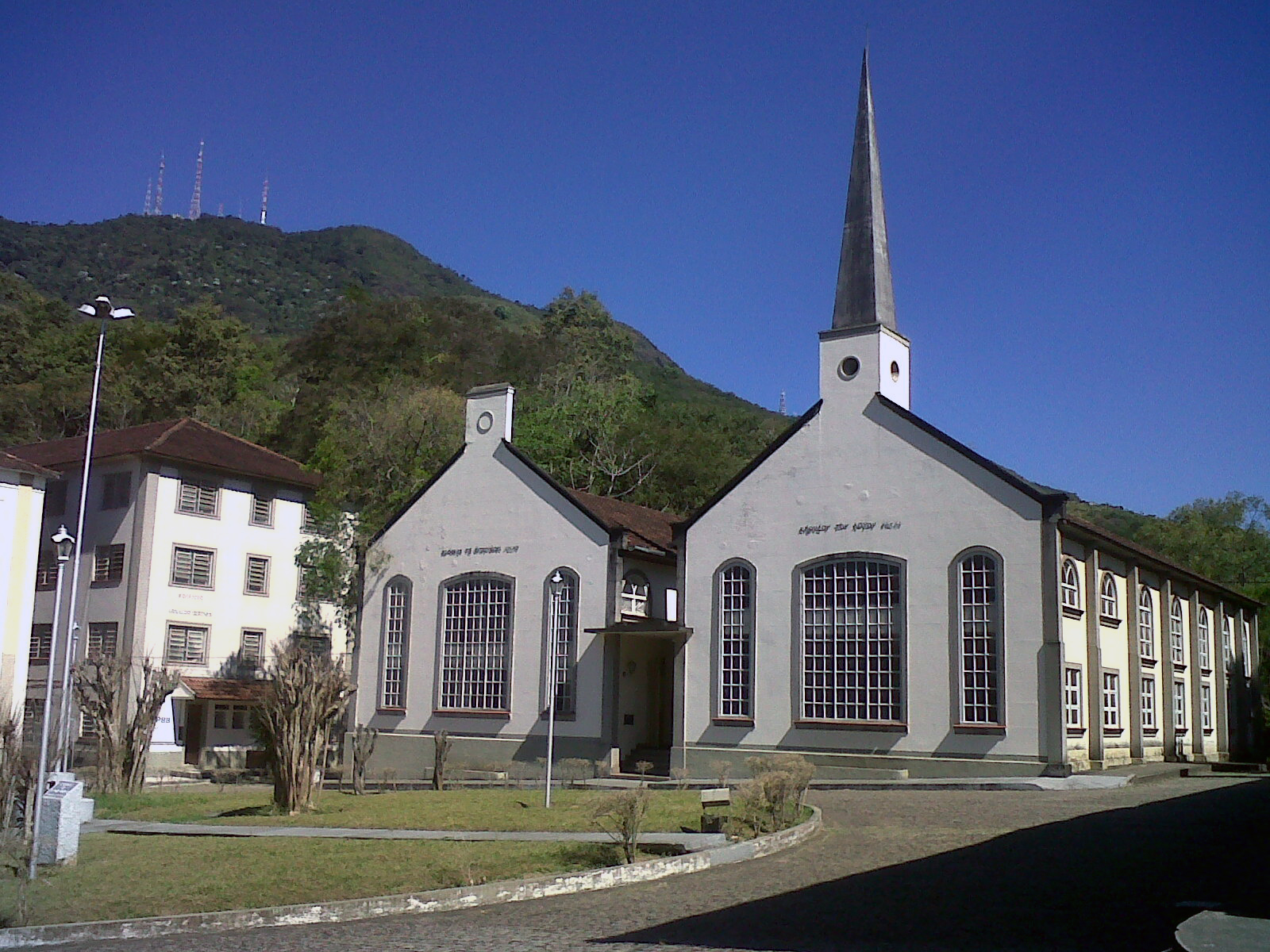
O Seminário do Sul

Em 1907, na cidade de Salvador, durante a primeira assembléia da Convenção Batista Brasileira, decidiu-se pela criação do Colégio Batista na cidade do Rio de Janeiro, tendo como presidente o missionário dr. J. W. Shepard. Já na estrutura inicial do colégio existia um departamento teológico, que no ano seguinte, 1908, receberia o título de Seminário Teológico Batista do Sul do Brasil.
Em 1936, o seminário tornou-se independente do Colégio Batista, numa sede própria com área total de cerca de 66.000m².
Em 1962, o Seminário do Sul criou o curso de Música Sacra e em 1994, implantou o curso de Educação Cristã, que em 1999 transformou-se na Faculdade de Ciências da Educação, a qual, atualmente, é nomeada de Faculdade Batista do Rio de Janeiro.
Até o presente momento, a instituição emitiu mais de 3.000 diplomas para vocacionados que vêm exercendo ministérios diversificados em todo o território brasileiro e em vários países dos cinco continentes.